# Perdita dalyi
Perdita dalyi är en biart som beskrevs av Timberlake 1960. Perdita dalyi ingår i släktet Perdita och familjen grävbin. Inga underarter finns listade i Catalogue of Life.